# Francisco Javier de Mendoza Fernández
Francisco Javier de Mendoza Fernández (1949), és magistrat del Tribunal Suprem d'Espanya des de 2010. Va ingressar per oposició en el Cos Jurídic Militar en 1975 i ha servit, entre altres destinacions, en el Tribunal Militar Territorial Cinquè, on va ser Fiscal Togat. També ha estat titular del Jutjat Militar Central número 1 i vocal del Tribunal Militar Central. Va ser assessor jurídic de la Direcció general de la Guàrdia Civil i assessor jurídic general de la Defensa. Des de 1981 és diplomat en l'especialitat de Dret Penal Militar per l'Escola d'Estudis Jurídics de l'Exèrcit.